# ميلفينا دين
إليزا غلاديس ميلفينا دين (بالإنجليزية: Millvina Dean)‏ (2 شباط/فبراير 1912 - 31 أيّار/مايو 2009) كانت رسّامة خرائط وموظفة مدنيّة من المملكة المتحدة وهي أيضًا الناجية الأخيرة من غرق سفينة تيتانيك في 15 نيسان/أبريل 1912؛ حيثُ كانت تبلغُ من العمرِ حينها شهرين فقط ما جعلها أصغر مسافر على متنِ السفينة.

## الحياة المُبكّرة والتعليم
وُلدت ميلفينا دين في برانسكومب بإنجلترا في الثاني من شباط/فبراير عام 1912. والدها هوَ بيرترام فرانك دين (1886–1912) أمّا والدتها فهيَ جورجيت إيفا لايت (1879-1975). كان لديها أخٌ أكبر يُدعى بيرترام فير دين وهوَ من مواليد 21 أيّار/مايو 1910. لم تتزوج دين قط وليس لديها أطفال. تُوفيّ والدها على متنِ سفينة تيتانيك بينما تُوفيّت والدتها في 16 أيلول/سبتمبر 1975 عن عمر ناهزَ الـ 96 عامًا في حين توفي شقيقها الوحيد في 14 نيسان/أبريل 1992 عن عمرٍ ناهزَ الـ 81 عامًا والذي تزامنَ مع الذكرى الثمانين لغرقِ سفينة تيتانيك.
درست ميلفينا وبيرترام في مدارس ساوثهامبتون المحليّة وبخاصّة في مدرسة جريج. بعدَ وفاة والدها؛ كانت تنوي والدتها الزواج مرة أخرى ومن غيرِ المعروف ما إذا كانت فعلت أم لم تفعل. بعد حادث غرق سفينة تيتانيك؛ نجت دين ولمّا بلغت الثامنة من عُمرها أُخبرت بكلّ ما حصل وبأنّها كانت من ضمنِ ركّاب السفينة التي تحطّمت وغرقت في منتصف البحر. في سنّ شبابها؛ عملت دين لدى الحكومة البريطانية خِلال الحرب العالمية الثانية ثمّ اشترت شركة هندسة محلية وعملت رفقة آخرين بها قبلَ أن تنتقل للعملِ كرسّامة خرائط فضلًا عن عملها كسكرتيرة في أحدِ الشركات.

## على متن تيتانيك

### غرق السفينة
قرر والدا دين مغادرة المملكة المتحدة والهجرة إلى ويتشيتا في كانساس حيث كان لأبيها أقرباء هناك وكان ابن عمه يمتلك متجراً للتبغ كان سيشاركهُ في ملكيّته. لم يكن من المفترض أن يكونوا على متن سفينة تيتانيك (تُكتب في حالات أخرى تايتانيك) ولكن بسبب إضراب عُمّال الفحم نُقلوا إليها حيثُ اشتروا تذاكر للدرجة الثالثة. في وقتٍ ما من الرحلة؛ شعر والدها باصطدام السفينة مع جبل الجليد في ليلة 14 نيسان/أبريل 1912؛ فخرج ليتحقّق بنفسه ثمّ عاد إلى المقصورة طالبًا من زوجته تلبيس الأطفال والصعود على سطح السفينة. وُضعت دين ووالدتها وشقيقها في قارب النجاة رقم 10 وكانوا من بين أول ركّاب الدرجة الثالثة الذين فروا قبل غرق السفينة بالكامل بينما فشلَ والدها في الالتحاق بأيّ قارب للنجاة – حيثُ أُعطيت الأفضليّة للنساء والأطفال على الباقي – ما أدى إلى وفاتهِ في وسطِ البحر ولم يُتعرّف على جثته.

### العودة إلى المملكة المتحدة

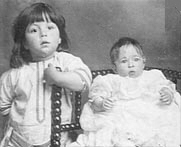
ميلفينا (على اليمين) رفقةَ شقيقها بيرترام

بعدَ نجاة العائلة الصغيرة المكوّنة من ثلاث أشخاص بعدما فقدوا ربّ الأسرة؛ قرّرت الوالدة العيشَ في مدينة كانساس لتحقيقِ رغبة زوجها في بدء حياة جديدة في الولايات المتحدة. ومع ذلك؛ عادت بعد مدّة رفقة طفليها الصغيرينِ إلى مدينتها الأم في المملكة المتحدة.

### السنوات اللاحقة
بدأت دين تشتهر بعدما تحدثت عنها الصحافة المكتوبة بصفتها أصغر راكبة على متنِ سفية تيتانيك؛ وعلى مرّ السنين شاركت في العديد من المؤتمرات والمَعارض والأفلام الوثائقية والمقابلات الإذاعية والتلفزيونية والمراسلات الشخصية. بحلول عام 1997؛ أبحرت ميلفينا إلى نيويورك إلى جانب العديد من أعضاء «جمعية تيتانيك التاريخية» على متن سفينة الملكة إليزابيث 2. بعد بضعة أيام في نيويورك؛ سافرت ميلفينا إلى مدينة كانساس سيتي وزارت المنزل الذي يملكه عمها والذي كان من المفترض أن ستستقر عائلتها فيه. هناك حيثُ التقت العديد من أحفاد عمها لأول مرة. حضرت في العام الموالي في مؤتمر تيتانيك في سبرينغفيلد بماساتشوستس وآخر في عام 1999 في مونتريال بكيبيك في كندا. كان من المقرر أيضًا أن تُشارك في احتفال الذكرى السنوية الرابعة والتسعين لغرق السفينة في عام 2006 لكنّ مشاكلها الصحيّة حالت دون ذلك. ظهرت دين أيضًا في عدّة حلقات من البرنامج الوثائقي لحظات تيتانيك الذي عُرض على قناة التاريخ التلفزيونية.
في المُقابل رفضت دين رفض بشدة رؤية فيلم تيتانيك (1997) لمخرجهِ جيمس كاميرون حيثُ قالت إنّ عددًا من الكوابيس لاحقتها بعد مشاهدتها لفيلم ليلة للتذكر (بالإنجليزية: A Night to Remember)‏ عام 1958 والذي يحكي نفس القصّة. في مقابلة صحفيّة في وقتٍ لاحق؛ قالت دين إنها يمكن أن تتخيّل والدها كواحد من الركّاب الذين تقطعت بهم السبل على متن السفينة الغارقة وهذا كان أحد الأسباب الذي علّلت بها موقفها ذاك. عادت دين في عام 2007 لتتحدث عنها الصحافة؛ لكن هذه المرة بعدما انتقدت إحدى حلقات مسلسل دكتور هو والتي اقتُبست فيها قصّة غرق سفينة تيتانيك لتجسدِ قصّة أخرى مشابهة لها تتحدثُ عن اصطدام نيزكٍ في الفضاء وعلّقت على الموضوع قائلةً: «عدم الاحترام هو تحويل هذهِ المأساة إلى ترفيه!»
بحلول تشرين الأول/أكتوبر 2007؛ أصبحت دين آخر ناجية من غرق سفينة تيتانيك بعد وفاة باربارا ويست عن عمرٍ ناهزَ الـ 96 عامًا في إنجلترا.

## المشاكل الصحية
قبلت دين في نيسان/أبريل 2008 دعوة للتحدث في ساوثامبتون بمناسبة مرور 96 سنة على غرقِ السفينة لكنّها عانت من مشاكل صحيّة على مستوى الجهاز التنفسي ما أجبرها على رفضِ الدعوة فيما بعد. بحلول كانون الأول/ديسمبر 2008؛ أُجبرت دين على بيعِ العديد من ممتلكات أسرتها بما في ذلك حقيبة سفر قدمت لها ولأمها في نيويورك بعد الغرق لدفع تكاليف الرعاية الطبية الخاصة بها عقب تعرضها لكسرٍ في الفخذ؛ وفي شباط/فبراير 2009 أعلنت دين من جديد أنها ستبيع عدة عناصر أخرى لدفع تكاليفها الطبية المتزايدة التي قالت إنها تتجاوز 3000 جنيه إسترليني في الشهر.

## الوفاة
تُوفيّت دين بسبب الالتهاب الرئوي في صباح يوم 31 أيّار/مايو 2009 بعدَ 97 عامًا وسبعة أسابيع في دار التمريض في أشورست بهامبشاير. أُحرقت جثتها في 24 تشرين الأول/أكتوبر 2009 ورُمي رمادها في شاطئ ساوثامبتون حيث أبحرت سفينة تيتانيك.